# 44 (album)
44 è il secondo album del gruppo musicale The Mayan Factor, pubblicato il 20 giugno del 2005.

## Tracce
1. To Kill a Priest – 5:44
2. Terrorist – 4:39
3. Propaganda – 3:54
4. Hopi Elders – 6:25
5. Ventrilaquist – 3:57
6. Gosia – 4:28
7. Yesterdays Son – 1:28
8. Bondage – 6:00
9. A Red Gone Blue – 4:08
10. Jack Nicholson – 4:01
11. Recon – 5:40
12. Self Storage – 5:59

## Formazione
- Ray Ray - voce, chitarra
- Brian Scott - chitarra, cori
- Matt Toronto - batteria
- Kevin Baker - basso
- Chuck Jacobs - percussioni, cori